# Equêmbroto
Equêmbroto (Gr: Ekhembrotos), poeta grego (Século VI a.C.)
Equêmbroto foi um poeta elegíaco, provavelmente de origem árcade que, segundo Pausânias (X.VIII,5-6), teria vencido uma competição pítia de cantigas e elegias, ocorrida por volta de 586 a.C.